# Front Democràtic Cristià
El Front Democràtic Cristià (portuguès Frente Democrática Cristã, FDC) és un partit polític de São Tomé i Príncipe. Fou fundat el 1990 per un sector dissident del Front de Resistència Nacional de São Tomé i Príncipe (FRNSTP) que no va voler integrar-se en la Coalició Democràtica de l'Oposició. Els seus caps eren Afonso dos Santos i Daniel Posser da Costa.
Es va presentar a les eleccions legislatives de São Tomé i Príncipe de 1991, les primeres pluripartidistes, i hi va obtenir escó. Tampoc va obtenir esco a les eleccions de 1994, 1998 i 2002, restant una força gairebé marginal.
El partit va donar suport Fradique de Menezes a les eleccions presidencials del 30 de juliol de 2006. Va obtenir el 60,58% dels vots.
El 12 de febrer de 2009 es va anunciar el descobriment d'un complot contra Menezes que implicava al líder del FDC Arlecio Costa, qui fou arrestat juntament amb 30 persones més. El cap actual és Hamilton Barbosa.